# Duma Boko
Duma Gideon Boko (ur. 31 grudnia 1969 w Mahalapye) – botswański polityk, prawnik i nauczyciel akademicki. Od 2010 lider Botswańskiego Frontu Narodowego (BNF), w latach 2014–2019 lider opozycji. Prezydent Botswany od 1 listopada 2024.

## Życiorys
Ukończył studia prawnicze na Uniwersytecie Botswany (w trakcie studiów był przewodniczącym Rady Przedstawicieli Studentów) i w Harvard Law School oraz studia podyplomowe z zakresu praw człowieka i prawa humanitarnego na Uniwersytecie w Lund. W latach 2003–2013 był wykładowcą prawa konstytucyjnego na Uniwersytecie Botswany. Pracował również jako adwokat.
W 2010 został liderem opozycyjnego Botswańskiego Frontu Narodowego (BNF). Następnie był inicjatorem utworzenia koalicji wyborczej Parasol dla Demokratycznych Zmian (UDC). W wyborach parlamentarnych w 2014  koalicja ta uzyskała 17 mandatów, na ogólną liczbę 63 w Zgromadzeniu Narodowym, zaś Boko został liderem opozycji. W kolejnych wyborach (w 2019), nie uzyskał reelekcji parlamentarnej. Oskarżył wówczas polityków rządzącej od 1966 Demokratycznej Partii Botswany (BDP), o sfałszowanie wyborów. W kampanii przed następnymi wyborami parlamentarnymi (w 2024), skupił się na planie walki z korupcją i bezrobociem (sięgającym w Botswanie 25%), zwiększeniem wydobycia diamentów oraz poprawie jakości edukacji. Kolacja UDC zwyciężyła w tych wyborach, uzyskując większość w parlamencie (35 mandatów). 1 listopada 2024 Duma Boko został wybrany przez Zgromadzenie Narodowe na urząd prezydenta Botswany, który objął tego samego dnia.
Od 2015 jest żonaty z prawniczką Kaone Boko (ur. w 1988), z którą ma jednego syna (ur. w 2015).